# Richard Arnold
Richard Arnold (født 26. november 1963 i Cheverly, Maryland) er NASA astronaut og har fløjet en rummission. Arnold var missionsspecialist på rumfærge-flyvningen STS-119 til Den Internationale Rumstation.